# اشتراک شغل
به اشتراک گذاری شغل یا کار یک قرارداد اشتغال است که در آن به طور معمول یک کار که به طور معمول توسط یک فرد در کار تمام وقت انجام می‌شود را دو نفر با همکاری با یکدیگر به صورت پاره وقت یا زمان کاهش یافته انجام می‌دهند. از آنجا که همه موقعیت‌های شغلی به اشتراک گذاشته می‌شود این کار می‌تواند تولید خالص به ازای هر کارمند را کاهش دهد. افرادی که یک شغل کاری را به اشتراک می‌گذارند به صورت تیمی کار می‌کنند و به یک اندازه نسبت به حجم کار مسؤلیت دارند. حق‌الزحمه بین کارگران، ساعت‌های کاری، پرداخت و تعطیلات نیز به صورت مساوی تقسیم می‌شود.
رسانه‌های خبری در دهه‌های ۱۹۷۰ و ۱۹۸۰ اولین گزارش‌ها از شروع جدی اشتراک شغل را منتشر کردند. این عمل اغلب به مثابه راهکاری مناسب زنان توصیف می‌شدند و همان‌طور که آسوشیتد پرس خلاصه می‌کند «مصالحه‌ای است میان خانه داری تمام وقت و اشتغال تمام وقت».
در سال ۱۹۷۲ بنیاد نیو ویز تو ورک (راه‌های جدید کار کردن) تأسیس شد. این یک سازمان غیرانتفاعی در منطقه خلیج سان فرانسیسکو است. تمرکز اصلی این بنیاد کمک به «ایجاد دنیای کاری است که پاسخگوی نیازهای در حال تغییر از افراد و سازمان‌ها باشد».
در دهه ۲۰۰۰ اشتراک شغل بسیار رونق بیشتری گرفت و زنان توانستند با کمک این ایده در مشاغل بیشتری شاغل شوند. در اوایل دهه ۲۰۰۰ دو عامل مهم شروع به اثرگذاری به جنبش اشتراک شغل کردند. یکی دسترسی فزاینده و دسترسی به اطلاعات دیگری تغیرات جمعیتی در نیروی کار. تولد شبکه جهانی وب استفاده از آن را برای شرکت‌ها آسان تر کرد و به اشتراک گذاری شرکت کنندگان برای به اشتراک گذاشتن اطلاعات از طریق ابزار وب مانند ایمیل و پیام‌های فوری، پورتال وب سایت‌های پایگاه‌های داده آنلاین و چند کاربر دامنه وب این ابزارها به کارکنان برای به اشتراک گذاشتن کار در یک محیط مشترک کمک کرد.